# ريكاردو فيري
ريكـّاردو فيـرّي (Riccardo Ferri) ، (كريما، 20 أغسطس 1963) ، لاعب كرة قدم إيطالي سابق.
لعب مع منتخب إيطاليا لكرة القدم.

## مسيرته الكروية
لعب ريكاردو فيري خلال مسيرته الاحترافية مع ناديين في خمسة عشر موسمًا وسجل خلالها 6 أهداف ضمن 326 مباراة. حيث فاز في موسم واحد بالكأس وفي موسم واحد بالدوري.
خاض ريكاردو فيري مسيرته مع نادي إنتر ميلان في موسم 1981–82 ليلعب معه ثلاثة عشر موسمًا، مشاركًا في 290 مباراة سجل خلالها 6 أهداف. ثم انتقل إلى نادي سامبدوريا في موسم 1994–95 ولمدة موسمين، حيث شارك في 36 مباراة ولم يسجل أي هدف.

## روابط خارجية
- ريكاردو فيري على موقع الاتحاد الدولي (مؤرشف)  (الإنجليزية)
- ريكاردو فيري على موقع الاتحاد الأوربي (الإنجليزية)
- ريكاردو فيري على موقع قاعدة بيانات كرة القدم.إي يو (الإنجليزية)
- ريكاردو فيري على موقع ناشيونال فوتبول تيمز (الإنجليزية)
- ريكاردو فيري على موقع عالم كرة القدم.نت (الإنجليزية)
- ريكاردو فيري على موقع أوليمبيديا (الإنجليزية)